# Harry Keough
Harry Keough (St. Louis, 1927. november 15. – 2012. február 7.) amerikai labdarúgó, hátvéd, edző.

## Karrierje
Juniorkorában több sportot kipróbált, például az úszást vagy az atlétikát, de végül a labdarúgás mellett kötött ki. A döntésben szerepet játszott egy 1945-ös ifjúságikupa-győzelem is a St. Louis Schumachers csapattal.
Első felnőttcsapata a haditengerészetnél összeállt alkalmi csapat, a San Francisco Barbarians volt. Szolgálata idején itt játszott, majd 1948-ban leszerződött a Paul Schulte Motors csapatához. A csapat több névváltoztatáson ment keresztül, de Keough nem kevesebb, mint tizenhárom éven át kitartott a csapat mellett, akár Paul Schulténak, akár McMahonnak, akár Raidersnek vagy Kutisnak hívták azt.
Klubkarrierje során két alkalommal mondhatta magát kupagyőztesnek, további hat alkalommal pedig az amatőr kupát hódította el csapatával.
A válogatottba először 1949-ben, az 1949-es NAFC-bajnokság idején került be, első meccsét Kuba ellen játszotta. Egy évvel később részt vett a csapattal a világbajnokságon is, ahol a spanyolok ellen ő volt a csapatkapitány, „mert beszélt spanyolul”. A NAFC-bajnokságon kívül részt vett két olimpián (1952, 1956), valamint több vb-selejtezőn is segítette csapatát. Tizenhét válogatott fellépésén egyszer talált be, utolsó összecsapását Kanada ellen játszotta 1957. július 6-án.
1976-ban, csapattársaival együtt bekerült az amerikai labdarúgó-hírességek csarnokába, valamint tagja egy hasonló társaságnak szülőhelyén, St. Louisban is.

## Pályafutása befejezése után
Játékos-pályafutása befejezése után a Florissant Valley Community College trénere lett. 1967-ben leszerződtette őt a St. Louis Egyetem, az iskola csapatát egészen 1982-ig, vagyis tizenöt éven keresztül irányította.

## Érdekességek
Fia, Ty Keough egy ideig ugyancsak futballista volt, később kommentátorként vált ismertté. Édesapja az ötvenes évek közepén szerepelt a televízióban, a The $64,000 Question kvízben, és egy autót nyert, mert jól válaszolt baseballal kapcsolatos kérdésekre.
Harry Keough Alzheimer-kórban halt meg 2012 februárjában.
Róla és fiáról, Ty Keough-ról nevezték el a Keough-díjat, melyet minden évben a legjobb St. Louis-i illetőségű férfi és női labdarúgó vehet át.